# Villabuena (Cacabelos)

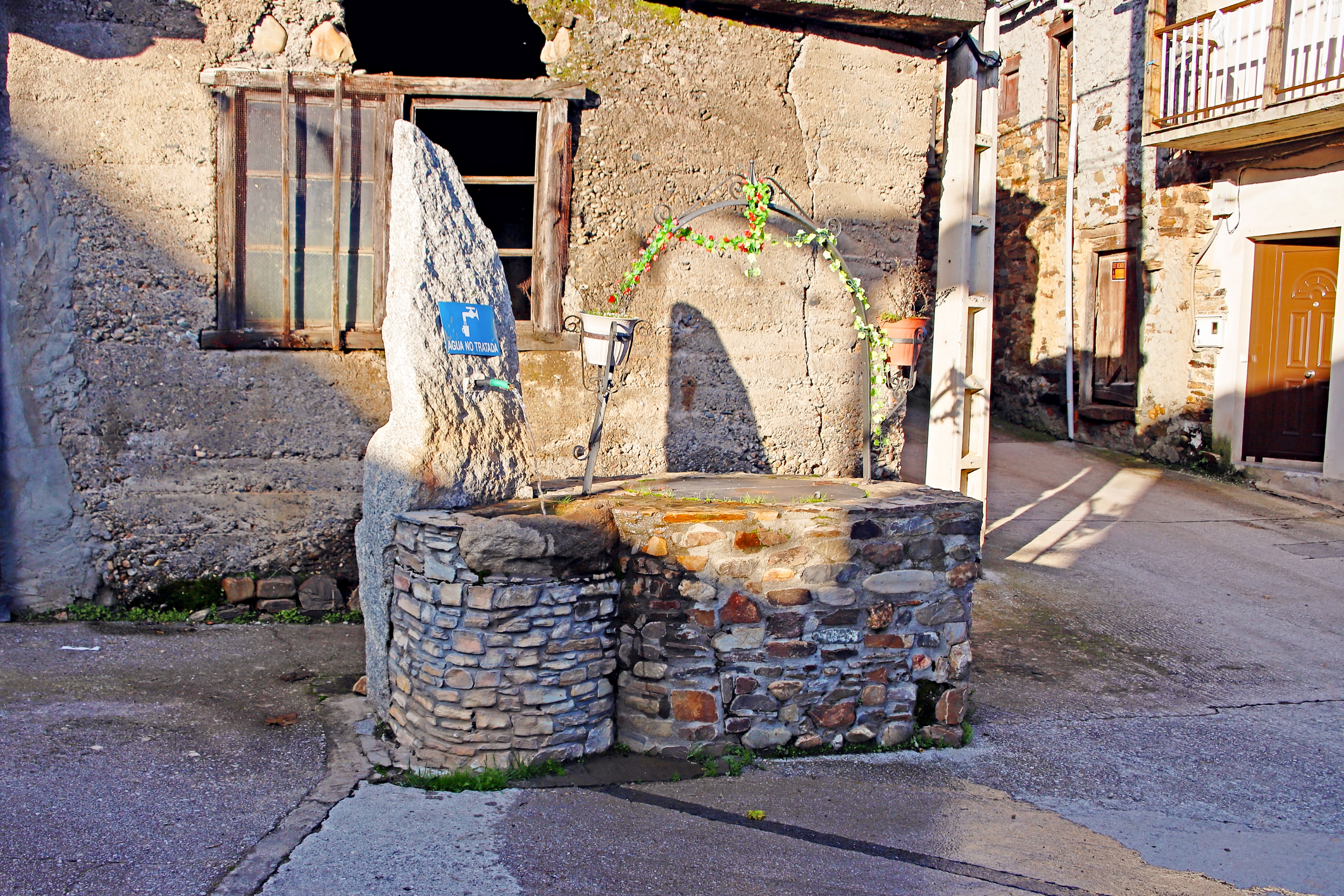
Fuente

Villabuena es una localidad de municipio de Cacabelos, en la comarca tradicional de Bierzo Bajo, en la comarca de El Bierzo, provincia de León. Se encuentra situado en un escarpe de la margen derecha del río Cúa, a unos 5 km aproximadamente, de la capital municipal, Cacabelos.

## Historia
Tiene un origen antiguo, anclado en un apacible y recoleto paraje, Villabuena fue en tiempos más ilustres la que albergó la residencia de recreo de los reyes de León. Además de ser el lugar de fallecimiento de Bermudo II pudo también albergar su tumba antes del traslado al Panteón de los Reyes en León. Fue residencia de los Merinos de El Bierzo y en su término se encontraba el Monasterio de monjas cistercienses de San Guillermo, fundado por Santa Teresa de Portugal en el siglo XIII y destruido por el río en el siglo XVI, trasladándose sus ocupantes al Monasterio de San Miguel de las Dueñas; Quilós y Arborbuena estaban bajo su jurisdicción y fueron vendidas en ese momento a los marqueses de Villafranca del Bierzo.
Perteneció, hasta el año 1990, al municipio de Villafranca del Bierzo.

## Demografía
Según el INE:
| 2000 | 2001 | 2002 | 2003 | 2004 | 2005 | 2006 | 2007 | 2008 | 2009 |
| ---- | ---- | ---- | ---- | ---- | ---- | ---- | ---- | ---- | ---- |
| 233  | 224  | 225  | 223  | 223  | 224  | 232  | 217  | 216  | 216  |

## Zonas de recreo y esparcimiento
Es un lugar apacible para la vida tranquila en un rincón privilegiado que ofrece varios parajes naturales de montaña y ribera.
Tiene una playa fluvial en el Muro Nuevo al que se llega por la carretera local que une las poblaciones de Quilós y Villabuena con las de San Pedro de Olleros, San Vicente y Espanillo, pasando las casas de La Venta por un camino que llega al río.
La playa es de arena y se encuentra rodeada de vegetación de ribera: alisos, abedules, fresnos, chopos, acacias y sauces. 
El Muro Viejo es otra zona de baño. Por la derecha tiene acceso desde el pueblo de Villabuena. Por la izquierda desde Quilós o Villabuena dirección San Pedro de Olleros.
También cuenta con un merendero al que podemos llegar desde la carretera de Arborbuena, pasando el puente sobre el río Cúa, o desde Quilós con dirección a Villabuena, antes de cruzar dicho puente.
Las numerosas parrillas y mesas de obra, así como la fuente, se disponen a la sombra de una chopera, en una gran zona verde. A través de un acceso adoquinado llegamos a la zona de baño del área. A esa zona de baño, los veraneantes y los ciudadanos lo llaman El Pozo Monteiro. 
Zona rodeada de similar vegetación a la anterior y con una pequeña represa que embalsa el agua. 
Sus fiestas son las de San Justo (6 de agosto).